# Сонячний телескоп

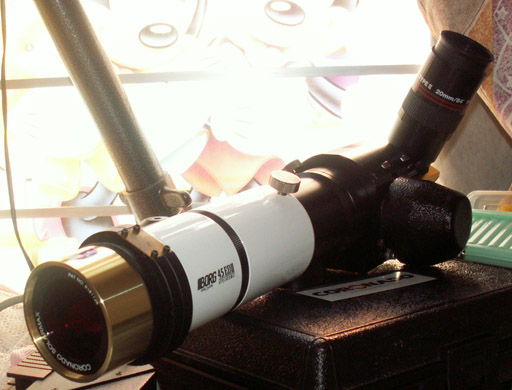
Приклад аматорського геліографа

Сонячний телескоп (англ. Solar telescope) або ж геліо́граф (від грец. ἥλιος — сонце та γράφω — пишу) у астрономії — спеціалізований телескоп для спостереження та фотографування Сонця, зазвичай у видимому, або близькому до нього, діапазоні електромагнітних хвиль.
Найпростіший геліограф — це довгофокусний рефрактор, зі світлосилою 1/50 або менше, обладнаний швидкісним затвором для фотографування з експозицією до 1/5000.

## Приклади відомих телескопів
- Вежа Ейнштейна
- Сонячний телескоп імені Денієла Іноуї
- Телескоп Грегорі